# Peter Richard Kenrick
Pour les articles homonymes, voir Kenrick.
Peter Richard Kenrick, né le 17 août 1806 à Dublin (Irlande) et mort le 4 mars 1896 à Saint Louis (Missouri), est un homme d'Église américain d'origine irlandaise. Il fut le deuxième évêque de Saint-Louis et le premier archevêque catholique à l'Ouest du Mississippi.

## Biographie

### Jeunesse et formation
Peter Richard Kenrick est né à Dublin en Irlande dans une famille de classe moyenne. Son père, Thomas Kenrick, était un écrivain public. Dans sa jeunesse, il se lie d'amitié avec le poète James Clarence Mangan. 
Il entre par la suite au St Patrick's College de Maynooth, le grand séminaire irlandais. Il est ordonné le 6 mars 1832 par l'archevêque de Dublin Daniel Murray.

### Départ pour l'Amérique
Après être devenu prêtre, Peter Richard Kenrick part pour les États-Unis à l'invitation de son frère Francis Patrick Kenrick, qui était devenu en 1830 évêque coadjuteur de Philadelphie,.
Peter Richard Kenrick passe sept ans à Philadelphie durant lesquelles il occupe les rôles de recteur de la cathédrale, de vicaire général du diocèse et de président du séminaire. Il se consacre également durant cette période à la rédaction de plusieurs ouvrages de théologie, notamment sur la validité des ordinations de prêtres anglicans.
Peter Richard Kenrick part en 1840 pour Rome avec l'intention de devenir jésuite. Il en est dissuadé par les supérieurs de la Compagnie de Jésus. Peter Richard Kenrick rencontre l'évêque de Saint-Louis, Joseph Rosati, qui est alors en déplacement en Europe. Ce dernier obtient du Saint-Siège d'en faire son coadjuteur, et le consacre évêque de Draso (de) in partibus infidelium le 30 novembre 1841 dans la cathédrale de Philadelphie, avec comme co-consécrateurs Francis Patrick Kenrick et Peter Paul Lefevere (en).

### Évêque de Saint-Louis

#### Un diocèse en pleine expansion
Joseph Rosati meurt le 25 septembre 1843 à Rome. Peter Richard Kenrick prend dès lors sa succession en tant qu'évêque de Saint-Louis. Créé en 1826, le diocèse s'étend à l'époque sur le territoire de l'ancienne Louisiane française à l'exception de l'Iowa, de la Louisiane et du Minnesota. 
Dès son arrivée dans le Missouri, Peter Richard Kenrick doit faire face à d'importantes difficultés financières, en raison notamment du coût élevé de construction de la nouvelle cathédrale Saint-Louis-Roi-de-France à Saint-Louis. L'évêque redresse les finances de son diocèse, crée un journal catholique, ouvre un nouveau séminaire dans la ville de Carondelet et invite de nombreuses congrégations catholiques sur son territoire. 
Durant tout son ministère, la ville de Saint-Louis connaît une importante croissance démographique. À la fin de sa vie en 1896, la taille de celle-ci a été multiplié par trente depuis son arrivée au début des années 1840, passant de 20 000 à 500 000 habitants. Le nombre de prêtres passe quant à lui de 75 à 350, et le nombre de paroisses de 39 à 165.
Son siège épiscopal prend également de l'importance durant cette période. En 1847, Peter Richard Kenrick devient le premier archevêque de Saint-Louis.

#### Durant la guerre de Sécession
Durant la Guerre de Sécession, Peter Richard Kenrick maintient une position de neutralité. Il est cependant suspecté d'entretenir des sympathies à l'égard des Sudistes après avoir refusé de faire flotter le drapeau de l'Union sur sa cathédrale comme d'autres évêques. Cette réputation conduit le secrétaire d'État William Henry Seward à demander à l'archevêque de New York John Hughes que Kenrick soit déposé de son siège par le pape. 
Après la fin du conflit, Peter Richard Kenrick enjoint ses prêtres à refuser de prêter un serment destiné à écarter les anciens clercs partisans de la Confédération des postes de pouvoir et d'influence dans le Missouri. 

#### Prises de position contre la centralisation de l'Église
En 1866, Peter Richard Kenrick participe au second concile de Baltimore (en), au cours duquel il se prononce en faveur d'une gestion la plus locale possible des affaires de l'Église catholique aux États-Unis.  
Peter Richard Kenrick participae également au premier concile œcuménique du Vatican au cours duquel il plaide également contre une centralisation de l'autorité de l'Église à Rome et s'oppose au dogme de l'infaillibilité pontificale jusqu'à sa proclamation. Un pamphlet qu'il rédige contre le dogme fut condamné par la Congrégation de l'Index, sans apparaître sur la liste des œuvres interdites.

### Dernières années
En raison de ses prises de position, l'évêque de Saint-Louis, fait face à une forte opposition, notamment au sein de la Curie romaine mais aussi dans son propre diocèse. Après le concile Vatican I, Peter Richard Kenrick doit confier l'administration de son diocèse à un évêque coadjuteur, Patrick John Ryan, nommé le 15 février 1872. Lorsque celui-ci est appelé à devenir archevêque de Philadelphie en 1884, Peter Richard Kenrick reprend en main la gestion de l'archidiocèse de Saint-Louis.
Durant cette période, Peter Richard Kenrick prend position contre la dérive violente des Chevaliers du travail, un syndicat catholique devenu la première organisation syndicale du pays, et s'oppose sur ce sujet à l'archevêque de Baltimore, James Gibbons.
En 1893, Peter Richard Kenrick échoue à nommer un évêque coadjuteur pour l'appuyer en raison de l'opposition de ses confrères évêques à la liste de candidats qu'il avait soumise. John Joseph Kain est choisi à la place pour remplir ce rôle. Leurs relations conflictuelles et leurs problèmes de communication alimentent une atmosphère de discorde au cours des dernières années de son épiscopat de Peter Richard Kenrick.
Le 21 mai 1895, Peter Richard Kenrick fut mis en retraite par le pape Léon XIII en raison de son incapacité physique à remplir sa charge. Jusqu'à sa mort, celui-ci conserve le titre d'archevêque émérite de Saint-Louis et d'évêque titulaire de Marcianopolis (de).
Peter Richard Kenrick meurt le 4 mars 1896 à l'âge de 89 ans. Il est enterré au Calvary Cemetary de Saint-Louis.

## Succession apostolique
Peter Richard Kenrick a ordonné les évêques suivants :
- Évêque James Oliver Van de Velde, S.I. (1849)
- Évêque John McGill (en) (1850)
- Évêque John Baptiste Miège, S.I. (1851)
- Évêque Anthony O'Regan (1854)
- Évêque Clement Smyth (en), O.C.S.O. (1857)
- Évêque James Duggan (1857)
- Évêque James Myles O'Gorman (en), O.C.S.O. (1859)
- Évêque James Whelan (en), O.P. (1859)
- Archevêque Thomas Langdon Grace (en), O.P. (1859)
- Archevêque Patrick Augustine Feehan (1865)
- Archevêque John Hennessy (en) (1866)
- Évêque Joseph Melcher (en) (1868)
- Évêque John Joseph Hogan (en) (1868)
- Archevêque Patrick John Ryan (en) (1872)
- Évêque Thomas Bonacum (en) (1887)
- Évêque John Joseph Hennessy (en) (1888)

## Publications
- (en) Peter Richard Kenrick, The validity of Anglican ordinations and Anglican claims to apostolical succession examined, Philadelphia, Eugene Cummiskey, 1848 (lire en ligne)
- (en) Peter Richard Kenrick, The Holy House of Loretto: Or, an Examination of the Historical Evidence of Its Miraculous Translation, Philadelphie, Eugene Cummiskey, 1841
- (en) Peter Richard Kenrick, The New Month of Mary, Or, Reflections for Each Day of the Month on the Different Titles Applied to the Holy Mother of God in the Litany of Loretto: Principally Designed for the Month of May, Philadelphie, Eugene Cummiskey, 1840